# Günther Korten
Günther Korten, född 26 juli 1898 i Köln, död 22 juli 1944 i Görlitz, var en tysk general i Luftwaffe. Han var från 1943 till 1944 chef för Luftwaffes generalstab.

## Biografi
Korten anmälde sig som krigsfrivillig och stred i första världskriget, under vilket han uppnådde graden löjtnant. Efter kriget övergick han till Reichswehr. I slutet av 1920-talet genomgick han pilotutbildning och inträdde 1934 i Luftwaffe. Han kom att bli generalstabsofficer och var verksam vid Reichsluftfahrtministerium.
Vid krigsutbrottet 1939 var Korten stationerad vid Luftflotte 4 i Österrike. Året därpå överflyttades han till Luftflotte 2 och deltog bland annat i luftkriget över Storbritannien. År 1941 kom han åter till Luftflotte 4 och tog del i Balkanfälttåget och Operation Barbarossa. Under slaget vid Stalingrad 1942–1943 var Korten befälhavare för först I. Fliegerkorps och senare Luftwaffenkommando Don. I augusti 1943 begick chefen för Luftwaffes generalstab, Hans Jeschonnek, självmord och Korten efterträdde då denne.
Den 20 juli 1944 närvarade Korten vid Adolf Hitlers militärstrategiska överläggning i Wolfsschanze. Kort efter klockan 12:30 detonerade den bomb, som hade placerats i lokalen av överste Claus Schenk von Stauffenberg. Korten skadades allvarligt och avled två dagar senare. Postumt befordrades han till generalöverste.

## Utmärkelser i urval
Günther Kortens utmärkelser
- Riddarkorset av Järnkorset: 3 maj 1941
- Tyska korset i guld: 1 februari 1943
- Ärekorset
- Krimskölden
- Pilot- och observatörsmärket
- Frihetskorsets orden av första klassen med kraschan och svärd: 7 januari 1944
- Såradmärket den 20 juli 1944 i guld